# (6491) 1991 OA
A (6491) 1991 OA egy földközeli kisbolygó. Henry Holt fedezte fel 1991. július 16-án.